# Muqueuse digestive
La muqueuse digestive est la couche la plus superficielle de la paroi du tube digestif. Il s'agit donc de la couche la plus sujette aux lésions, qui peuvent être de nature diverses. Le terme muqueuse désigne une couche de cellules épithéliales recouvrant un tissu conjonctif (chorion), présent dans une cavité interne de l'organisme en continuité avec le milieu extérieur et la peau.

## Rôle
La muqueuse digestive a un rôle protecteur contre les agressions (infections, acidité), un rôle sécrétoire et un rôle d'absorption des nutriments.
Ce rôle ainsi que la nature de la muqueuse digestive diffère (type de sécrétion, absorption spécifique) selon la localisation : muqueuse buccale, gastrique, intestinale..